# Delaware and Hudson Railway
Die Delaware and Hudson Railway (D&H) war eine Bahngesellschaft im Nordosten der USA und einst das älteste amerikanische Eisenbahnunternehmen mit ununterbrochenem Betrieb. Sie wurde 1823 als Delaware and Hudson Canal Company gegründet, um einen Kanal von Honesdale (Pennsylvania) nach Rondout (New York) am Hudson River zu bauen. Auf diesem wurde vor allem Anthrazit aus mehreren Minen im Nordosten Pennsylvanias nach New York transportiert.

## Bahnverkehr als Schiffszubringer
Zwischen einer Kohlengrube nahe Carbondale (Pennsylvania) und dem Kanal in Honesdale entstand ab April 1826 eine Bahnstrecke. Die Strecke bestand aus einer Reihe schiefer Seilebenen, die mit horizontalen Strecken verbunden waren, welche von Lokomotiven befahren werden sollten. Die Gesellschaft importierte dazu 1829 vier Dampflokomotiven aus England, darunter die Stourbridge Lion. Mit dieser Lokomotive wurden erstmals Probefahrten für einen kommerziellen Dampflokbetrieb auf einer Bahnstrecke in den USA durchgeführt. Die Lokomotive war aber zu schwer für die Schienen der Bahn, die aus wenig witterungsbeständigen Balken aus Hemlocktannenholz mit aufgenagelten Metallplatten bestanden. Die Lokomotiven wurden deshalb nach den Probefahrt abgestellt und die Züge zwischen den schiefen Seilebenen mit Pferden gezogen.
Ab 1843 wurde die Bahnstrecke der Delaware and Hudson Canal Company zur Anbindung weiterer Minen schrittweise Richtung Westen verlängert, wobei 1863 mit dem etwa 70 km von Honesdale entfernten Scranton der größte Ort der Region erreicht wurde. Bereits seit 1860 wurde neben dem Güterverkehr – der in Lastrichtung (zum Kanal) weiterhin großteils ohne Lokomotiven unter Ausnutzung der Schwerkraft durchgeführt wurde – auch ein bescheidener Personenverkehr auf der Bahnverbindung angeboten.

## Expansion

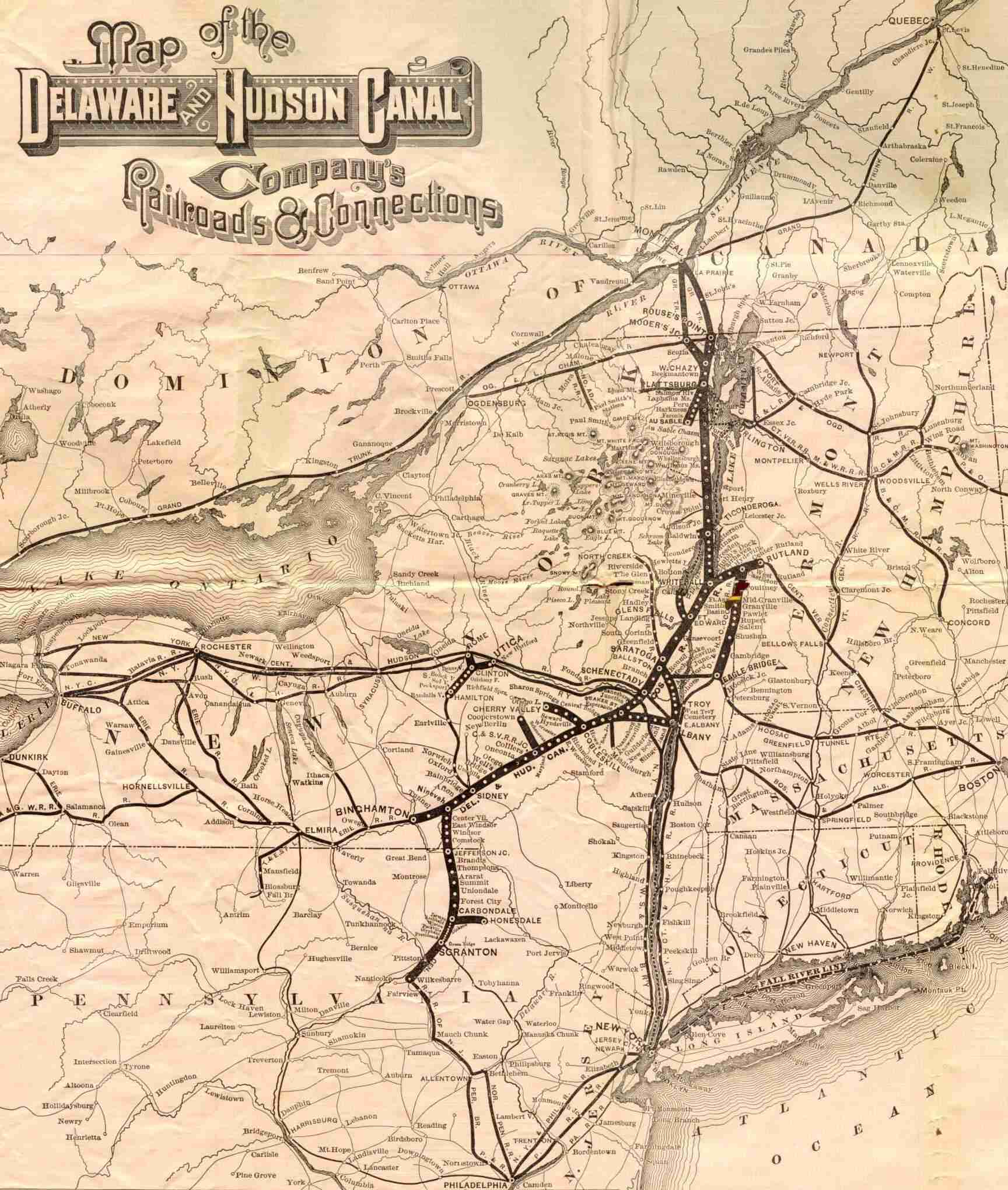
D&H-Streckennetz, Stand 1886

Ab Mitte der 1860er Jahre begann die Delaware and Hudson Canal Company ihren Fokus vom Schifffahrtsbetrieb auf den Bahnverkehr zu verlagern und ihr Bahnnetz um weitere Strecken – im Gegensatz zur bestehenden, topografisch und betrieblich beschränkten Schwerkraftbahn komplett mit Lokomotiven betrieben – zu erweitern. Dies erfolgte nicht nur durch den Bau eigener Strecken, sondern insbesondere durch die Übernahme bestehender Bahngesellschaften sowie vereinzelt über den Erwerb von Trackage Rights, Nutzungsrechten für Bahnstrecken anderer Unternehmen. So entstand ein Streckennetz, das sich ausgehend vom Nordosten Pennsylvanias vor allem über den Norden des Bundesstaates New York erstreckte, aber auch Vermont und die kanadische Provinz Québec erreichte.
Der ursprüngliche Kanal wurde im November 1891 zuletzt genutzt und am 13. Juni 1899 verkauft. Im selben Jahr, am 28. April 1899, erfolgte die Umbenennung der bisherigen Delaware and Hudson Canal Company in Delaware and Hudson Company (D&H). Ebenfalls 1899 wurde die ursprüngliche Schwerkraftbahn stillgelegt, nachdem bereits seit 1870 eine weitgehend parallel verlaufende Vollbahn-Strecke bestand. Ende 1912 gründete die D&H zusammen mit der Pennsylvania Railroad die Wilkes-Barre Connecting Railroad.
Seine größte Ausdehnung erreichte das Streckennetz der D&H ab 1915 bis in die späten 1920er Jahre mit einer Länge von rund 1.440 km, bevor einige kurze Streckenabschnitte aus wirtschaftlichen Gründen aufgegeben und die D&H-Tochtergesellschaft Quebec, Montreal and Southern Railway 1929 an die Canadian National Railway verkauft wurden. Zum 1. April 1930 wurde die Delaware and Hudson Company in die bereits zum 1. Dezember 1928 gegründete Delaware and Hudson Railroad reorganisiert.

## Weitere Entwicklung im 20. Jahrhundert

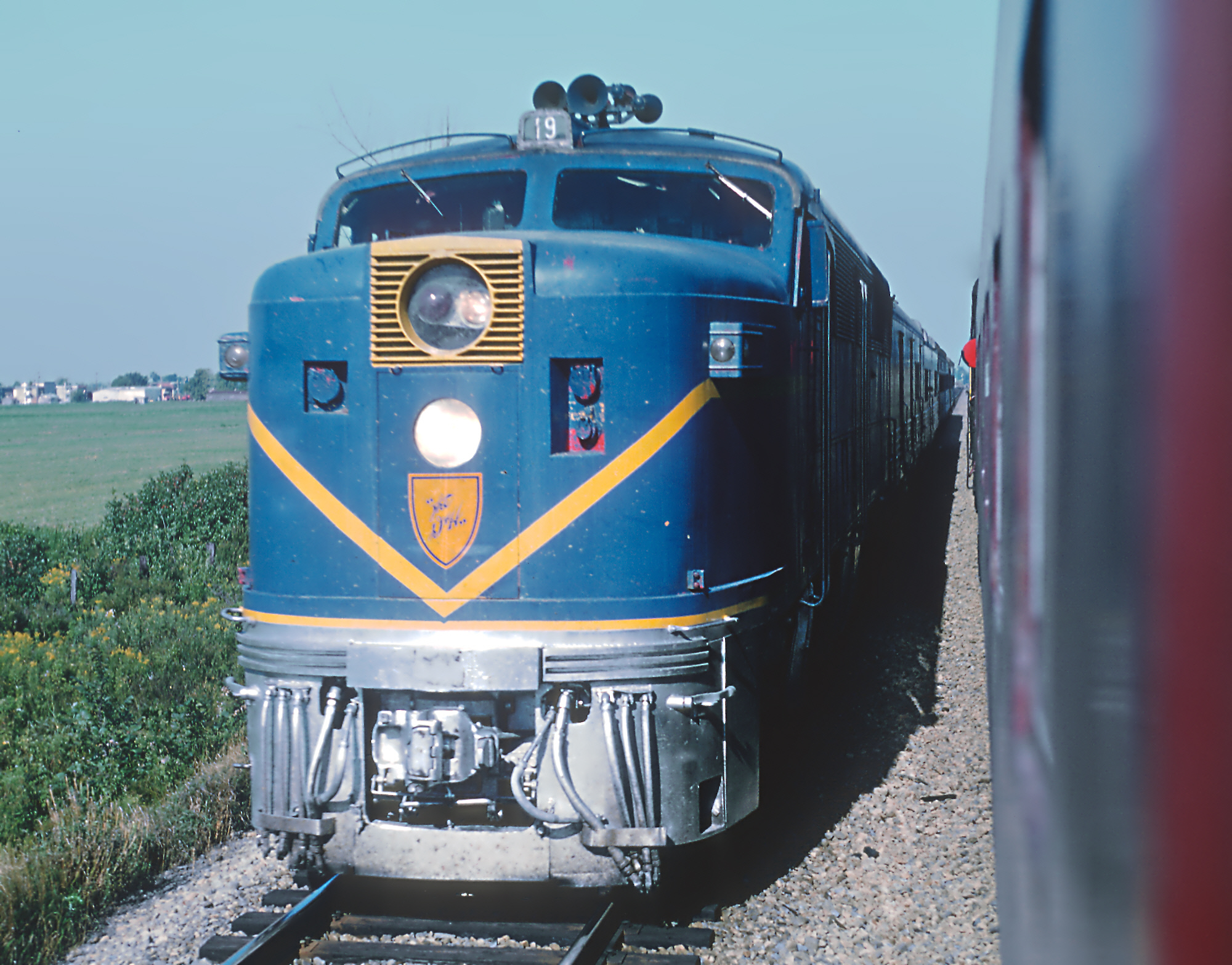
D&H PA-1 19 mit dem Personenzug Laurentian, 1968

In den 1930er Jahren begannen die Anthrazit-Transporte, die bis dato weiterhin das Rückgrat des D&H-Güterverkehrs darstellten, deutlich zurückzugehen. Als Reaktion darauf begann die D&H, sich 1938 neu als Bridge Line auszurichten und vermehrt überregionale Transporte anzuwerben, die die D&H im Transit nutzten. Diese Strategie war erfolgreich und bescherte der D&H deutliche Verkehrszuwächse.
1968 erwarb das Holdingunternehmen Dereco der Norfolk and Western Railway die D&H, die zugleich in Delaware and Hudson Railway umbenannt wurde. Die Dereco hielt von 1968 bis 26. Juli 1972 auch alle Anteile der benachbarten Erie Lackawanna Railway.
Die D&H war eine der wenigen Bahngesellschaften des Nordostens, die in den 1970ern nicht in Konkurs ging. Mit Gründung der staatlichen Gesellschaft Conrail im Jahr 1976 erhielt die D&H Durchfahrtsrechte (Trackage Right) auf Conrail-Strecken nach Buffalo, Newark und Philadelphia jeweils über Allentown sowie nach Washington, D.C. und Alexandria. Zudem konnte die D&H mit einem Staatskredit auch die bisher von der PRR bzw. Penn Central gehaltenen Anteile an der Wilkes-Barre Connecting Railroad und die anschließende PRR/Penn Central-Strecke von Wilkes-Barre bis Sunbury übernehmen. Zum 1. März 1981 erwarb die D&H den Streckenabschnitt Binghamton–Scranton der früheren Delaware, Lackawanna and Western Railroad von Conrail und konnte so die eigene, topographisch deutlich anspruchsvollere Strecke zwischen Carbondale und Nineveh (Colesville) bei Binghamton 1982 bzw. 1986 sukzessive stilllegen.
Die D&H wurde am 4. Januar 1984 von Guilford Transportation für lediglich 500.000 $ übernommen, was den zwischenzeitlich erreichten Zustand von Finanzen und Infrastruktur der D&H widerspiegelte. Um aus Arbeitgebersicht günstigere Tarifvereinbarungen nutzen zu können, versuchte der neue Eigentümer, die D&H an seine nicht an die Tarifverträge größerer Bahngesellschaften gebundene Tochtergesellschaft Springfield Terminal Railway zu vermieten. Dies wurde jedoch am 18. Dezember 1987 durch die Interstate Commerce Commission untersagt. Guilford Transportation erklärte die D&H am 20. Juni 1988 als insolvent. Während die kurze Strecke Scranton–Carbondale 1985 durch das Lackawanna County erworben wurde und zunächst durch die Lackawanna Valley Railroad (LVAL) sowie seit 1993 durch die Delaware-Lackawanna Railroad (DL) betrieben wird, übernahm auf dem übrigen D&H-Netz die New York, Susquehanna and Western Railway kommissarisch den Betrieb.

## Verkauf an Canadian Pacific und Norfolk Southern
1991 wurde die D&H schließlich an die Canadian Pacific Railway (CPR) verkauft, welche somit ihre Präsenz im Nordosten der USA verstärken konnte. Die CPR investierte größere Summen in die Infrastruktur der D&H-Strecken, konnte jedoch zunächst nicht die erwarteten Verkehrszuwächse verbuchen. Von Oktober 1996 bis 1. Januar 2001 war die ehemalige D&H in eine CPR-Tochtergesellschaft namens St. Lawrence and Hudson Railway ausgegliedert, über deren Verkauf zeitweilig nachgedacht wurde. Seit Anfang des 21. Jahrhunderts spielten die D&H-Strecken als Teil des Zugangs der CPR in den Großraum New York City jedoch wieder eine größere Rolle.
Zum 18. September 2015 erwarb die Norfolk Southern Railway die südliche Hälfte des D&H-Streckennetzes für 214,5 Millionen $ von der Canadian Pacific Railway. Diese umfasst die 430 km lange Verbindung von Schenectady über Binghamton und Scranton nach Sunbury sowie die davon abzweigende, 25,8 km lange Strecke von Delanson nach Voorheesville bei Albany. Norfolk Southern behielt ferner bestehende Nutzungsrechte auf den D&H-Strecken von Schenectady nach Mechanicville und Saratoga Springs. Norfolk Southern hatte den Südteil der D&H bereits seit 2010 über Trackage Rights intensiv genutzt, um die Strecken der Pan Am Southern und Pan Am Railways in Neuengland zu erreichen. Zum Übernahmezeitpunkt waren dort etwa 80 % des Frachtaufkommens Transporte von Norfolk Southern.
Bei der CPR verblieben somit die D&H-Strecken von Rouses Point nach Schenectady sowie Schenectady nach Mechanicville. Die 1976 gewährten D&H/CPR-Nutzungsrechte in Pennsylvania, New Jersey, Maryland, District of Columbia und Virginia wurden zum 4. August 2015 aufgegeben, nachdem sie bereits über zwei Jahre nicht genutzt worden waren.

## Passagierverkehr
Das Flaggschiff im Passagierverkehr war der Laurentian, welcher die Penn Station in New York City mit Montreal verband. Neben diesem Tageszug wurde als Montreal Limited ferner ein Nachtzug auf dieser Verbindung angeboten. Mit den letzten Fahrten am 30. April 1971 endete der Personenverkehr der D&H. Die am folgenden Tag gegründete Amtrak entschied sich zunächst gegen eine Fortführung der Verbindung New York City–Montreal, nahm sie am 5. August 1974 als Adirondack jedoch wieder auf.